# Col du Chibar
Le col du Chibar est l'un des deux cols de l'Hindou Kouch (avec le col d'Hajigak) permettant de relier la province de Parwan à la province de Bamiyan, et par là même Kaboul à Bamiyan. Il se situe à 2 940 m d'altitude.